# NGC 3111
NGC 3111 је елиптична галаксија у сазвежђу Велики медвед која се налази на NGC листи објеката дубоког неба.
Деклинација објекта је + 47° 15' 47" а ректасцензија 10h 6m 7,4s. Привидна величина (магнитуда) објекта NGC 3111 износи 13,3 а фотографска магнитуда 14,3. NGC 3111 је још познат и под ознакама UGC 5441, MCG 8-19-2, CGCG 240-7, NPM1G +47.0156, PGC 29338.